# 锦葵目
锦葵目（学名：Malvales）是真双子叶植物蔷薇类植物的一目，其中最重要的植物包括棉花、秋葵、蜀葵、木槿、木棉、猴面包树、筏木、可可树、可乐果、榴槤等等。

## 分类
在2016年发表的APG IV 分类法，本目包含10个科:
- 紅木科 Bixaceae
- 半日花科 Cistaceae
- 岩寄生科 Cytinaceae[2]
- 龙脑香科 Dipterocarpaceae
- 锦葵科 Malvaceae
- 文定果科 Muntingiaceae
- 沙莓草科 Neuradaceae[2]
- 苞杯花科 Sarcolaenaceae
- 龙眼茶科 Sphaerosepalaceae[2]
- 瑞香科 Thymelaeaceae